# Karl Obermann
Karl Obermann (* 22. September 1905 in Köln; † 10. Juli 1987 in Ost-Berlin) war ein deutscher Historiker. Er war der erste Direktor des Instituts für Geschichte der Deutschen Akademie der Wissenschaften zu Berlin.

## Leben
Obermann, Sohn eines Fabrikarbeiters, konnte aus finanziellen Gründen in der Weimarer Republik zunächst nicht studieren, sondern erlernte nach dem Besuch der Realschule den Beruf eines technischen Zeichners. In der Weltwirtschaftskrise arbeitslos geworden, hörte er als Gast Vorlesungen zur Geschichte und Soziologie an der Universität Köln.
Obermann kam über die Wandervogelbewegung zur sozialistischen Jugendbewegung. Seit 1925 war er in der Freien Sozialistischen Jugend aktiv. 1931 schloss er sich der SAP an.
1933 emigrierte er über Belgien nach Frankreich und arbeitete dort als Journalist und Schriftsteller für verschiedene deutschsprachige Zeitungen und Zeitschriften. 1936 wurde er Mitglied der KPD. Als Gasthörer studierte er an der Sorbonne Geschichte. Nach Beginn des Zweiten Weltkrieges 1939 wurde er in Frankreich verhaftet und interniert. Im August 1941 emigrierte er in die Vereinigten Staaten. Von 1943 bis 1946 war er Mitglied der Redaktion der Zeitschrift des Councils for a Democratic Germany The German American.
Im Oktober 1946 kehrte er über die Sowjetunion nach Deutschland zurück. Er trat der SED bei. Von 1947 bis 1949 arbeitete er als Redakteur der Hochschulzeitschrift Forum und studierte gleichzeitig an der Humboldt-Universität zu Berlin. 1950 promovierte er (Die deutschen Arbeiter in der Periode der Revolution von 1848) und nahm im Oktober 1950 eine Lehrtätigkeit an der Brandenburgischen Landeshochschule in Potsdam auf. 1952 habilitierte er sich mit einer Arbeit über die deutsch-amerikanischen Beziehungen zu Beginn der Weimarer Republik. Im August 1953 wurde er an die Humboldt-Universität zu Berlin berufen. Hier leitete er von 1955 bis 1956 das Institut für Deutsche Geschichte. 1956 wurde er zum Professor mit Lehrstuhl berufen und setzte seine Lehrtätigkeit bis zu seiner Emeritierung 1970 fort.
Von 1956 bis 1960 war Obermann der erste Direktor des neu gegründeten Instituts für Deutsche Geschichte der Deutschen Akademie der Wissenschaften zu Berlin und gleichzeitig bis 1970 Leiter der Abteilung „Deutsche Geschichte von 1789 bis 1871“.
Obermann war Mitglied zahlreicher nationaler und internationaler wissenschaftlicher Gremien, unter anderem der Historiker-Gesellschaft der DDR.

## Auszeichnungen und Ehrungen
- Nationalpreis der DDR III. Klasse (1961)
- Banner der Arbeit (1970)
- Friedrich-Engels-Preis der Akademie der Wissenschaften der DDR (1973)
- Vaterländischer Verdienstorden in Silber (1965), in Gold (1975)
- Ehrenspange zum Vaterländischen Verdienstorden in Gold (1980)
- Ehrendoktor der Philosophie der Humboldt-Universität Berlin (1982)
- Stern der Völkerfreundschaft in Silber (1985)

## Veröffentlichungen (Auswahl)
- Joseph Weydemeyer. Pioneer of American socialism. International Publishers, New York 1947.
- Einheit und Freiheit. Die deutsche Geschichte von 1815 bis 1849 in zeitgenössischen Dokumenten. Dietz, Berlin 1950.
- Die deutschen Arbeiter in der ersten bürgerlichen Revolution. Dietz, Berlin 1950 (2. Auflage, 1953).
- Die Beziehungen des amerikanischen Imperialismus zum deutschen Imperialismus in der Zeit der Weimarer Republik (1918–1925). Rütten & Loening, Berlin 1952.
- Zur Geschichte des Bundes der Kommunisten 1849 bis 1852. Dietz, Berlin 1952.
- Deutschland von 1815 bis 1849 (Von der Gründung des Deutschen Bundes bis zur bürgerlich-demokratischen Revolution) (= Lehrbuch der deutschen Geschichte, Bd. 6). Deutscher Verlag der Wissenschaften. Berlin 1961 (3., überarbeitete Aufl. 1967).
- Joseph Weydemeyer. Ein Lebensbild. 1818–1866. Dietz, Berlin 1968.
- Zum Anteil des deutschen Proletariats und des Bundes der Kommunisten an der Vorbereitung der Revolution von 1848. In: Zeitschrift für Geschichtswissenschaft (ZfG), Jg. 16 (1968), S. 1023–1033.
- Flugblätter der Revolution. Eine Flugblattsammlung von 1848/49 in Deutschland. Verlag der Wissenschaften, Berlin 1970, Deutscher Taschenbuch-Verlag, München 1972, ISBN 3-423-04111-0.
- (zusammen mit László Benczédi; Hrsg.): Die Ungarische Revolution von 1848/49 und die demokratische Bewegung in Deutschland. Akadémiai Kiadó, Budapest 1971.
- Heinrich Billstein: Marx in Köln. Mit einem Beitrag von Karl Obermann. Pahl-Rugenstein, Köln 1983, ISBN 3-7609-0766-0 (= Kleine Bibliothek, Bd. 287), S. 138–218.
- Exil Paris. Im Kampf gegen Kultur- und Bildungsabbau im faschistischen Deutschland (1933–1939). Deutscher Verlag der Wissenschaften, Berlin 1984.
- Die Wahlen zur Frankfurter Nationalversammlung im Frühjahr 1848. Die Wahlvorgänge in den Staaten des Deutschen Bundes im Spiegel zeitgenössischer Quellen. Deutscher Verlag der Wissenschaften, Berlin 1987.